# Malte Moos
Malte Tobias Moos (* 2. Februar 1996 in Mainz) ist ein momentan vereinsloser deutscher Fußballspieler.

## Karriere
Zur Saison 2014/15 stieg Moos aus der Jugend des 1. FSV Mainz 05 in die zweite Mannschaft auf und debütierte in der 3. Liga unter Trainer Martin Schmidt als rechter Verteidiger beim 1:1 im Spiel gegen den MSV Duisburg am 20. Dezember 2014. Nach vier Spielzeiten verließ er Mainz und schloss sich Wormatia Worms an. Im Sommer 2019 folgte dann der Wechsel zu den Stuttgarter Kickers, von denen er die Saison 2023/24 an den Ligarivalen FC-Astoria Walldorf verliehen wurde. Seitdem ist der Spieler ohne neuen Verein.